# Leuconitocris angustifrons
Leuconitocris angustifrons é uma espécie de escaravelho da família Cerambycidae.  Foi descrito por Harold em 1878.